# Thespesiopsyllus paradoxus
Thespesiopsyllus paradoxus är en kräftdjursart som först beskrevs av Georg Ossian Sars 1913.  Thespesiopsyllus paradoxus ingår i släktet Thespesiopsyllus och familjen Thaumatopsyllidae. Inga underarter finns listade i Catalogue of Life.